# Frans-Spaanse Oorlog (1635-1659)
De Frans-Spaanse Oorlog begon in 1635 in de Dertigjarige Oorlog (1618-1648). Toen de Vrede van Westfalen (1648) die oorlog beëindigde werd de Frans-Spaanse Oorlog voortgezet omdat koninkrijk Frankrijk met Spanje geen vrede sloot. Het Spaanse Rijk viel vanuit de Zuidelijke Nederlanden Frankrijk aan tijdens de La Fronde-opstand (1648-1653). Maar het Frankrijk van Mazarin kon zich verbinden (1655) met het Engeland van Cromwell en wonnen bij Duinkerke (1658). De Frans-Spaanse Oorlog werd afgesloten met de Vrede van de Pyreneeën (1659) waarbij Spanje Roussillon en het noordoosten van Cerdagne aan Frankrijk afstond, alsook delen van de Zuidelijke Nederlanden, en de Franse koning Lodewijk XIV met een Spaanse prinses huwde, wat hem aanspraken verschafte op het Spaanse rijk. Spanje stopte door deze vrede een grote mogendheid te zijn. De Zuidelijke Nederlanden bleven Lodewijks eerste oogmerk, zoals bleek in de daaropvolgende Devolutieoorlog (1667-1668).

## De Spaanse Nederlanden en de Franse Fronde (1648-1653)
Terwijl de Vrede van Westfalen werd onderhandeld brak in Parijs de Eerste, grondwettelijke La Fronde uit (augustus 1648), een belastingsopstand van de hogere rechtbanken, parlementen genoemd. De Franse regeringsleider Lodewijk XIII en later Mazarin liet eerst parlementsleden aanhouden maar moest dan met Franse koningin en de tienjarige Franse kroonprins Lodewijk XIV Parijs ontvluchten (september 1648). Doch de Vrede van Westfalen (oktober 1648) maakte het Franse leger vrij en het kon onder Condé Parijs belegeren (januari-maart 1649). Dit eerste geschil werd zo bijgelegd. Aartshertog Leopold Willem, de Oostenrijkse landvoogd van de Spaanse Zuidelijke Nederlanden, maakte inmiddels van de gelegenheid gebruik om Ieper en Fort Knokke op Frankrijk (1649) te heroveren. En in Frankrijk volgde al vlug een Tweede La Fronde, die van de hoge adel tegen het absolutisme. Mazarin liet enkele hoge edelen aanhouden, onder anderen Condé (januari 1650). En daarop kwam ook een andere veldheer, Turenne, in opstand. Maar het Franse leger sloeg de Spaans-Zuid-Nederlandse troepen van Leopold Willem, door de Fronde te hulp geroepen, terug bij Guise in Artesië en versloeg Turenne te Rethel boven Reims (december 1650). Toch werden Condé en andere hoge edelen vrijgelaten (februari 1651) en moest Mazarin in ballingschap. Kleinere opstanden werden neergeslagen (maart-april 1651). Maar Frankrijk verviel in anarchie. Turenne verzoende zich daarop met de koning (mei 1651) terwijl het nu Condé was die met Spanje samenzwoer (oktober 1651). Mazarin keerde terug (december 1651). Leopold Willem heroverde onderwijl ook Veurne, Sint-Winoksbergen en Broekburg (1651). Condé begon in opstand in het Zuidwest-Franse Guyenne, klom op tot de Loire, verloor van Turenne te Cognac (november 1651) maar won van hem te Bléneau (april 1652). Condé en Turenne bereikten Parijs, waar Turenne Condé versloeg en de stad induwde (juli 1652). De anarchie dwong er Condé om naar Brussel te vluchten (oktober 1652) waarop de Franse koning naar zijn hoofdstad kon terugkeren. Leopold Willem heroverde tussendoor ook nog eens Duinkerke (september 1652). Doch Mazarin keerde voorgoed naar Parijs terug (februari 1653) en het Franse absolutisme was hersteld.

## Frankrijk tegen de Spaanse Zuidelijke Nederlanden (1654)
De Franse opstandeling Condé trok met zijn Franse legerresten naar de Zuidelijke Nederlanden en vocht er voor Spanje. Dat was opmerkelijk omdat hij de Franse bevelhebber was die Spanje in 1643 in de Slag bij Rocroi had verslagen, wat Spanjes rol als eerste landmacht van Europa had beëindigd. Condé wilde voor Spanje het in 1640 verloren Atrecht heroveren. Maar de Fransen onder Turenne verbraken Condés belegering ervan (augustus 1654). En Turenne ontnam de Zuidelijke Nederlanden Landrecies, de stad Condé en Saint-Ghislain (1655). Omgekeerd kon Condé Turennes beleg van Valencijn (1656) (juli). Maar toen Turenne met Engelse hulp Duinkerke belegerde, wilde Condé dat met een leger vanuit Veurne opnieuw verijdelen. En met 1 tegen 2 verloor hij de Slag in de Duinen (juni 1658) waarop Turenne Duinkerke veroverde en overdroeg aan Engeland (juni 1658). Want Mazarin had Engeland als bondgenoot tegen Spanje geworven.

## Frankrijk verbindt zich met Engeland tegen Spanje (1655)
Cromwell, de machthebber in Engeland, wilde na de Eerste Engelse Zeeoorlog (1651-1654) tegen de Republiek der Zeven Verenigde Nederlanden onmiddellijk Spanjes koloniale rijk in Amerika veroveren. Cromwells landing mislukte vóór Oost-Hispaniola/Santo Domingo, maar nam Spanje Jamaica af (mei 1655) en probeerde vergeefs met een blokkade vóór Gibraltar Spanjes jaarlijkse zilvervloot te overweldigen (juni-oktober 1655). Cromwell verklaarde Spanje de oorlog in oktober 1655 en verbond er zich met Frankrijk tegen (november 1655). Zo stond Frankrijk sterker tegenover Spanje in de Zuidelijke Nederlanden. Van een Spaanse zilvervloot van acht schepen kelderden de Engelsen het jaar daarop er vóór Cádiz twee, verbrandden er twee en praaiden er twee (september 1656). Weer een jaar later vernielden ze te Tenerife (Canarische Eilanden) zestien schepen van een andere zilvervloot (april 1657). De Engelse boekaniers uit Tortuga mochten zich op Jamaica vestigen (1657) en de Spaanse heroveringspogingen van Jamaica vanaf Cuba werden afgeslagen (1657 en 1658). Franse boekaniers uit Tortuga sijpelden West-Hispaniola/Haïti binnen (1659). In het kader van zijn rivaliteit met Spanje verbond Cromwell zich nu met Frankrijk specifiek tegen de Spaanse Nederlanden (mei 1657).

## Frankrijk en Engeland winnen bij Duinkerke (1658)
Engeland zou Duinkerke en Mardijk verwerven, Frankrijk Grevelingen. Frankrijk en Engeland samen namen Mardijk in (september 1657), wonnen de Slag der Duinen (juni 1658) en veroverden Duinkerke. Ze namen vervolgens nog Grevelingen en Ieper in. Frankrijk plunderde het Leie- en het Scheldeland uit (augustus 1658). Engeland hielp hier louter om Spanje een hak te zetten. Want het Duinkerke dat het zo verwierf, verkocht het al in 1662 aan Frankrijk.
Spanjes militaire inspanningen in de Zuidelijke Nederlanden waren zwak, mede omdat het zich vooral op Portugal richtte, dat zich in 1640 opnieuw van Spanje had afgescheiden. En Spanje was in de pestepidemie van 1650 al een kwart van zijn bevolking kwijt. Toch nam het tijdens de Frans-Spaanse Oorlog het Portugese Olivenza in (1657), maar mislukte bij Elvas (januari 1659) in zijn heroveringspoging van Portugal. Spanje zette tegen Portugal 20.000 man in, in de Zuidelijke Nederlanden 27.000 man. De Spaanse koning Filips IV was seniel geworden, maar had geluk. De voor Cromwell gevluchte Karel II van Engeland had in de Slag der Duinen met Spanje meegevochten. Toen hij na Cromwells dood naar Londen werd teruggeroepen (april 1660) en koning werd, sloot hij vrede met Spanje (juni 1660). Engeland behield Jamaica, maar Spanje hoefde niet langer Frankrijk en Engeland tezamen te bevechten.

## Na de Vrede van de Pyreneeën (1659) bedreigt Frankrijk de Zuidelijke Nederlanden
Maar Mazarin sloot voorheen met Spanje al de Vrede van de Pyreneeën (oktober 1659). Spanje was niet langer een grote mogendheid. Boven de Pyreneeën moest het Roussillon en het noordoosten van Cerdagne  aan Frankrijk afstaan. En in de Zuidelijke Nederlanden moest het heel Artesië met Atrecht en Bethune, alsmede Zuid-Henegouwen met Avesnes en Le Quesnoy, alsook de strook Sedan-Verdun aan Frankrijk overdragen. En in het kader van de Vrede van de Pyreneeën mocht Lodewijk XIV huwen (juni 1660) met Maria Theresia, dochter van Filips IV. En Maria Theresa maakte geen aanspraken op de Spaanse troon mits een bruidsschat die door Spanje nooit werd betaald. Kortom, Frankrijk maakte wél aanspraken op de Spaanse troon, en dus op Spanje, op Spaans-Italië, op Spaans-Amerika, op de Spaanse Filipijnen en op de Spaanse Zuidelijke Nederlanden, die Parijs nog altijd in de weg zaten om Frankrijks natuurlijke Rijn-Alpen-Pyreneeëngrenzen te bereiken. Want ook Lodewijk XIV hing deze doctrine van Richelieu en Mazarin aan. En Lodewijk XIV kon het Spaanse rijk erven. Want inteelt deed het Spaanse koningshuis en Spanjes hoge adel degenereren omdat ze onderling huwden om hun familiale bezittingen bijeen te houden. De Spaanse koning Filips IV werd vroegtijdig kinds en zijn zwakke zoontje Karel II was het levenslang. Weldra zou Lodewijk XIV zelf regeren (1661) en met de Devolutieoorlog (1667-1668), de Hollandse Oorlog (1672-1678) en de Frans-Spaanse oorlog (1683-1684) opnieuw delen van de Zuidelijke Nederlanden inlijven.